# Hickory Grove (Caroline du Sud)
Pour les articles homonymes, voir Hickory Grove.
Hickory Grove est une ville située dans le comté de York, dans l’État de Caroline du Sud, aux États-Unis. Lors du recensement de 2020, elle comptait 449 habitants.